# Алберт, Карел
Карел Алберт (нидерл. Karel Albert; 16 апреля 1901, Антверпен — 23 мая 1987, Лидекерке) — бельгийский композитор и музыкальный критик.
Окончил Антверпенскую консерваторию, учился также у Маринуса де Йонга. В 1924—1933 гг. музыкальный руководитель и дирижёр Фламандского народного театра (нидерл. Het Vlaams Volkstoneel), сотрудничал также с тяготевшим к авангарду брюссельским Театром Марэ (фр. Théâtre du Marais). На протяжении 1920-х гг. выступал одним из организаторов серии концертов новейшей бельгийской музыки в различных городах страны. В 1931—1961 гг. (с перерывом в годы Второй мировой войны) работал в Брюсселе в Бельгийской национальной телерадиокорпорации, дослужившись до должности заместителя директора её фламандской секции. После выхода на пенсию был музыкальным обозревателем еженедельника Het toneel. В 1982 г. выпустил сборник избранных статей «Сказанное о музыке» (нидерл. Over muziek gesproken).
Композиторское наследие Алберта охватывает более шести десятилетий. Его ранние сочинения отмечены сильным влиянием эстетики экспрессионизма; театральная музыка Алберта пользовалась большой популярностью (особенный фурор произвела музыка к средневековой пьесе «Марикен из Неймегена») и способствовала популяризации музыкального авангарда вообще. Двигаясь дальше в этом направлении, в 1926—1937 гг. Алберт развивал принципы «музыкального конструктивизма», вершиной которого в его творчестве стало сочинение «Земля. Симфоническая конструкция» (нидерл. Het land. Symfonische konstructie; 1937). В военный период и первые послевоенные годы Алберт отходит от своих экспериментальных установок и создаёт ряд сочинений в неоклассическим духе, в том числе три симфонии и оперу «Похищенная Европа» (нидерл. Europa ontvoerd); особенно характерна Третья симфония си бемоль мажор (1945), написанная для камерного состава и, по признанию самого автора, предназначенная для одинокого слушателя радиотрансляции. Произведения Алберта 1950-х гг. отмечены возрастающим интересом к додекафонии. Вершиной его творчества считается Четвёртая симфония (1966), в которой авторская индивидуальность складывается с использованием палитры самых разнообразных выразительных средств.

## Произведения
- Серенада, для фортепиано (1921)
- Серенада, для гобоя и фортепиано (1921)
- Соната № 1, для фортепиано (1922)
- Сонатина № 1, для фортепиано (1924)
- Соната № 2, соль мажор, для фортепиано (1927)
- Струнный квартет № 1, ля минор (1929)
- Трио для гобоя, кларнета и фагота (1930)
- Камерная симфония (1932)
- Симфония № 1 (1941)
- Струнный квартет № 2, ре мажор (1941)
- Симфония № 2 (1943)